# Kevin Hagen
Kevin Hagen (Chicago, 3 april 1928 - Grants Pass, 9 juli 2005) was een Amerikaans acteur.

## Levensloop
Hagen begon zijn acteercarrière toen hij 27 jaar was. Hij speelde rollen in televisieseries als Rawhide en Bonanza. Ook speelde hij schurkenrollen in westerns.
Het bekendst is hij echter geworden door zijn rol in de televisieserie Het kleine huis op de prairie. Daarin speelde hij de sympathieke dokter van Walnut Grove, Hiram Baker, de dokter die respect had voor elk levend wezen en zowel mens als dier uitnodigde in zijn spreekkamer.
Zijn ouders waren professionele ballroomdansers. Als kind ging Kevin vaak mee met een oom die dokter was, wanneer deze visites af ging leggen in een oude Ford. Ter voorbereiding op zijn rol als dokter Baker las Hagen boeken over geneeskunde in de 19e eeuw.
Na de serie Het kleine huis op de prairie trad Hagen op in zijn eigen onemanshow A Playful Dose of Prairie Wisdom, die hij zelf had geschreven. Tevens trad hij op als zanger in theaters.